# Ullerød (Hillerød Kommune)
 For alternative betydninger, se Ullerød. (Se også artikler, som begynder med Ullerød)
Ullerød er en bydel i den nordvestlige del af Hillerød i Nordsjælland.
I bydelen findes Ullerød Kirke, der er sognekirke for Ullerød Sogn, samt Grundtvigs Højskole. 
Harløse Kommunes tidligere rådhus og plejehjem Ålholmhjemmet ligger også i Ullerød og huser i dag forskellige funktioner for Hillerød Kommune. 
Området huser også Hillerød Vest Skolen, Ålholm. 
I årene mellem 2018 og 2023 er der bygget flere store boligområder i området, senest Ullerødbyen.